# Centrogenys vaigiensis
Centrogenys vaigiensis is een straalvinnige vissensoort uit de familie van valse schorpioenvissen (Centrogenyidae). De wetenschappelijke naam van de soort is voor het eerst geldig gepubliceerd in 1824 door Quoy & Gaimard.